# Kláštor pod Znievom
Kláštor pod Znievom (Hongaars: Znióváralja) is een Slowaakse gemeente in de regio Žilina, en maakt deel uit van het district Martin.
Kláštor pod Znievom telt 1.560 inwoners.